# Orée-d’Anjou
Orée-d’Anjou – gmina we Francji, w regionie Kraj Loary, w departamencie Maine i Loara. W 2013 roku liczba ludności wynosiła 16 025 mieszkańców. 
Gmina została utworzona 15 grudnia 2015 roku z połączenia 9 ówczesnych gmin: Bouzillé, Champtoceaux, Drain, Landemont, Liré, Saint-Christophe-la-Couperie, Saint-Laurent-des-Autels, Saint-Sauveur-de-Landemont oraz La Varenne. Siedzibą gminy została miejscowość Champtoceaux.